# ودي إردمان
ودي إردمان (بالإنجليزية: Woody Erdman) هو شخصية أعمال أمريكي، ولد في 16 أبريل 1926، وتوفي في 10 فبراير 1997.